# Золотий ангвантібо
{{#ifeq:0|0|{{#if:Arctocebus aureus|{{#if:|[[]}}|[[]]}}}}
Золотистий ангвантібо ( Arctocebus aureus ) — мокроносий примат родини Lorisidae. Він поділяє рід Arctocebus з Calabar angwantibo ( Arctocebus calabarensis ), і разом їх зазвичай називають золотими потто. Золотистий ангвантібо зустрічається в Камеруні, Республіці Конго, Екваторіальній Гвінеї та Габоні. Його звичайним середовищем існування є дощовий ліс, але також відомо, що він мешкає на сільськогосподарських угіддях.
Як і калабарський ангвантібо, золотистий ангвантібо важать від 266 до 465 грамів, має короткі вказівні пальці, вичісувальний кігтик на кожній нозі та білу лінію на писку. Його можна відрізнити від свого двоюрідного брата в основному за кольором. Шерсть на спині червоно-золотиста, на череві блідувато червона. На відміну від калабарського ангвантібо, золотистий ангвантібо не має миготливої мембрани.
Золотистий ангвантібо — це нічний і деревний вид, який зазвичай зустрічається на невеликих гілках на висоті 5–15 метрів над землею. Його раціон приблизно на 85% складається з комах (особливо гусениць ) і на 14% з фруктів.